# 星川久七
星川 久七（ほしかわ ひさしち、1885年（明治18年）1月14日 - 1972年（昭和47年）6月18日）は、大日本帝国陸軍軍人。最終階級は陸軍少将。

## 経歴
1885年（明治18年）に東京府で生まれた。陸軍士官学校第16期、陸軍大学校第26期卒業。1907年（大正7年）12月に陸軍工兵少佐、1924年（大正13年）3月に陸軍工兵中佐に進級し、1925年（大正14年）9月時点で陸軍大学校兵学教官の任にあった。1926年（大正15年）8月に電信第1連隊附に移り、1927年（昭和2年）7月26日、陸軍工兵大佐進級と同時に陸軍省軍務局防備課長に就任した。1931年（昭和6年）3月に電信第1連隊長（近衛師団）に転じた。
1932年（昭和7年）8月8日、陸軍少将進級と同時に陸軍砲工学校工兵科長に着任し、1933年（昭和8年）8月に陸軍通信学校長に転じた。1935年（昭和10年）3月15日に待命、3月30日に予備役に編入された。

## 栄典
勲章等
- 1940年（昭和15年）8月15日 - 紀元二千六百年祝典記念章[7]